# (30804) 1989 TO14
(30804) 1989 TO14 est un astéroïde de la ceinture principale d'astéroïdes découvert en 1989.

## Description
(30804) 1989 TO14 a été découvert le 2 octobre 1989 à l'observatoire de La Silla, au Chili, par Henri Debehogne.

### Caractéristiques orbitales
L'orbite de cet astéroïde est caractérisée par un demi-grand axe de 3,16 ua, un périhélie de 2,64 ua, une excentricité de 0,16 et une inclinaison de 2,05° par rapport à l'écliptique. Du fait de ces caractéristiques, à savoir un demi-grand axe compris entre 2 et 3,2 ua et un périhélie supérieur à 1,666 ua, il est classé, selon la JPL Small-Body Database, comme objet de la ceinture principale d'astéroïdes.

### Caractéristiques physiques
(30804) 1989 TO14 a une magnitude absolue (H) de 13,8 et un albédo estimé à 0,357.